# Campionati europei di sollevamento pesi 2006
I Campionati europei di sollevamento pesi 2006, 87ª edizione maschile e 19ª femminile della manifestazione, si sono svolti dal 29 aprile al 7 maggio a Władysławowo, in Polonia.
L'edizione fu organizzata per celebrare gli 80 anni della Federazione polacca di sollevamento pesi. Fu inoltre la prima edizione dei campionati europei ad adottare il nuovo regolamento sul peso del bilanciere che doveva avanzare per multipli di 1 kg. e non di 0,5 kg. come in precedenza, in base alle decisioni del Congresso IWF di Istanbul del 4 marzo 2005, con effetto dal 1° maggio 2005.
In base alle variazioni avvenute nel corso del suo svolgimento, l'edizione è conteggiata come:
- la 65ª effettivamente organizzata;
- la 85ª secondo la numerazione della EWF;
- la 87ª secondo la numerazione della IWF.

## Squalifiche
Le competizioni furono caratterizzate da dodici squalifiche, dieci nelle categorie maschili e due nelle categorie femminili:
- Dmitri Voronin nei pesi piuma maschili (limite dei 62 kg), che vinse la gara;
- Florin Veliciu nei pesi piuma maschili (limite dei 62 kg), che non concluse la gara;
- Hennadij Oleščuk nei pesi leggeri maschili (limite dei 69 kg), che vinse la gara;
- Ninel Miculescu nei pesi leggeri maschili (limite dei 69 kg), che si piazzò al secondo posto;
- Natig Hasanov nei pesi massimi leggeri maschili (limite degli 85 kg), che non concluse la gara;
- Nizami Paşayev nei pesi mediomassimi maschili (limite dei 94 kg), che vinse la gara;
- Vladimir Smorčkov nei pesi massimi maschili (limite dei 105 kg), che si piazzò al secondo posto;
- Alexandru Bratan nei pesi massimi maschili (limite dei 105 kg), che si piazzò al terzo posto;
- Ashot Danielyan nei pesi supermassimi maschili (limite dei +105 kg), che si piazzò al secondo posto;
- Oleksij Kolokol'cev nei pesi supermassimi maschili (limite dei +105 kg), che si piazzò al quinto posto;
- Valentina Popova nei pesi massimi femminili (limite dei 75 kg), che si piazzò al secondo posto;
- Dovilė Blažiūnaitė nei pesi supermassimi femminili (limite dei +75 kg), che si piazzò al decimo posto.

In tutti i casi le medaglie furono riassegnate.

## Titoli in palio
Sono stati assegnati 15 titoli nel totale dell'esercizio (45 considerando anche le due specialità, lo strappo e lo slancio) in 8 categorie maschili e 7 femminili, sotto elencate.
Categorie maschili
| Categoria            | Eventi         | Atleti |
| -------------------- | -------------- | ------ |
| Pesi gallo           | Fino a 56 kg   | 11     |
| Pesi piuma           | Fino a 62 kg   | 12     |
| Pesi leggeri         | Fino a 69 kg   | 15     |
| Pesi medi            | Fino a 77 kg   | 18     |
| Pesi massimi leggeri | Fino a 85 kg   | 18     |
| Pesi mediomassimi    | Fino a 94 kg   | 26     |
| Pesi massimi         | Fino a 105 kg  | 20     |
| Pesi supermassimi    | Oltre i 105 kg | 14     |

Categorie femminili
| Categoria            | Eventi        | Atlete |
| -------------------- | ------------- | ------ |
| Pesi gallo           | Fino a 48 kg  | 10     |
| Pesi piuma           | Fino a 53 kg  | 10     |
| Pesi leggeri         | Fino a 58 kg  | 10     |
| Pesi medi            | Fino a 63 kg  | 9      |
| Pesi massimi leggeri | Fino a 69 kg  | 12     |
| Pesi massimi         | Fino a 75 kg  | 11     |
| Pesi supermassimi    | Oltre i 75 kg | 11     |

## Nazioni partecipanti
Le nazioni che hanno partecipato ai campionati furono 35 per un totale di 207 partecipanti (134 atleti e 73 atlete). Tra parentesi i partecipanti per nazione.
- Albania  (1)
- Armenia  (10)
- Austria  (3)
- Azerbaigian  (8)
- Belgio  (1)
- Bielorussia  (12)
- Bulgaria  (13)
- Cipro  (1)
- Croazia  (1)
- Finlandia  (5)
- Francia  (7)
- Galles  (2)
- Georgia  (4)
- Germania  (4)
- Gran Bretagna  (3)
- Grecia  (14)
- Israele  (1)
- Italia  (15)
- Lettonia  (1)
- Lituania  (9)
- Moldavia  (4)
- Norvegia  (3)
- Paesi Bassi  (1)
- Polonia  (15)
- Rep. Ceca  (4)
- Romania  (8)
- Russia  (15)
- San Marino  (1)
- Scozia  (1)
- Slovacchia  (6)
- Spagna  (9)
- Svezia  (1)
- Svizzera  (1)
- Ucraina  (11)
- Ungheria  (12)

## Risultati
Sono stati stabiliti due record mondiali e un record europeo, tutti nelle categorie maschili: uno nel totale dell'esercizio, due nelle singole specialità.

### Categorie maschili
| Evento                       | Oro                 | Oro                | Argento                   | Argento            | Bronzo              | Bronzo             |
| Pesi gallo — 56 kg           | Pesi gallo — 56 kg  | Pesi gallo — 56 kg | Pesi gallo — 56 kg        | Pesi gallo — 56 kg | Pesi gallo — 56 kg  | Pesi gallo — 56 kg |
| ---------------------------- | ------------------- | ------------------ | ------------------------- | ------------------ | ------------------- | ------------------ |
| Strappo                      | Vitalij Dzerbjanëŭ  | 123 kg             | László Tancsics           | 112 kg             | Marcin Makarski     | 111 kg             |
| Slancio                      | Vitalij Dzerbjanëŭ  | 145 kg             | Igor Grabucea             | 139 kg             | Arsen Tamrazyan     | 139 kg             |
| Totale                       | Vitalij Dzerbjanëŭ  | 268 kg             | Igor Grabucea             | 249 kg             | László Tancsics     | 246 kg             |
| Pesi piuma — 62 kg           |                     |                    |                           |                    |                     |                    |
| Strappo                      | Henadzij Machveenja | 129 kg             | Adrian Jigău              | 128 kg             | Samson Matam        | 127 kg             |
| Slancio                      | Adrian Jigău        | 158 kg             | Henadzij Machveenja       | 156 kg             | Sevdalin Minčev     | 150 kg             |
| Totale                       | Adrian Jigău        | 286 kg             | Henadzij Machveenja       | 285 kg             | Samson Matam        | 277 kg             |
| Pesi leggeri — 69 kg         |                     |                    |                           |                    |                     |                    |
| Strappo                      | Demir Demirev       | 148 kg             | Tigran Gevorg Martirosyan | 146 kg             | Vencelas Dabaya     | 145 kg             |
| Slancio                      | Demir Demirev       | 181 kg             | Vencelas Dabaya           | 180 kg             | Armen Ghazaryan     | 180 kg             |
| Totale                       | Demir Demirev       | 329 kg             | Vencelas Dabaya           | 325 kg             | Armen Ghazaryan     | 325 kg             |
| Pesi medi — 77 kg            |                     |                    |                           |                    |                     |                    |
| Strappo                      | Gevorg Davtian      | 165 kg             | Georgi Markov             | 159 kg             | Krzysztof Szramiak  | 158 kg             |
| Slancio                      | Vladislav Lukanin   | 200 kg             | Gevorg Davtian            | 195 kg             | Georgi Markov       | 192 kg             |
| Totale                       | Gevorg Davtian      | 360 kg             | Vladislav Lukanin         | 352 kg             | Georgi Markov       | 351 kg             |
| Pesi massimi leggeri — 85 kg |                     |                    |                           |                    |                     |                    |
| Strappo                      | Andrėj Rybakoŭ      | 186 kg             | Zaur Tachušev             | 170 kg             | Jurij Myškovec      | 170 kg             |
| Slancio                      | Andrėj Rybakoŭ      | 206 kg             | Jurij Myškovec            | 202 kg             | Zaur Tachušev       | 200 kg             |
| Totale                       | Andrėj Rybakoŭ      | 392 kg             | Jurij Myškovec            | 372 kg             | Zaur Tachušev       | 370 kg             |
| Pesi mediomassimi — 94 kg    |                     |                    |                           |                    |                     |                    |
| Strappo                      | Bartłomiej Bonk     | 179 kg             | Mikalai Patotski          | 177 kg             | Andrej Demanov      | 176 kg             |
| Slancio                      | Arsen Kasabiev      | 220 kg             | Szymon Kołecki            | 219 kg             | Andrej Demanov      | 217 kg             |
| Totale                       | Szymon Kołecki      | 394 kg             | Andrej Demanov            | 393 kg             | Nikolaos Kourtidis  | 387 kg             |
| Pesi massimi — 105 kg        |                     |                    |                           |                    |                     |                    |
| Strappo                      | Marcin Dołęga       | 199 kg             | Mikhail Audzeyev          | 186 kg             | Ramūnas Vyšniauskas | 185 kg             |
| Slancio                      | Mikhail Audzeyev    | 226 kg             | Ramūnas Vyšniauskas       | 225 kg             | Marcin Dołęga       | 225 kg             |
| Totale                       | Marcin Dołęga       | 424 kg             | Mikhail Audzeyev          | 412 kg             | Ramūnas Vyšniauskas | 410 kg             |
| Pesi supermassimi — +105 kg  |                     |                    |                           |                    |                     |                    |
| Strappo                      | Viktors Ščerbatihs  | 200 kg             | Artem Udačyn              | 198 kg             | Veličko Čolakov     | 198 kg             |
| Slancio                      | Viktors Ščerbatihs  | 245 kg             | Paweł Najdek              | 243 kg             | Veličko Čolakov     | 236 kg             |
| Totale                       | Viktors Ščerbatihs  | 445 kg             | Veličko Čolakov           | 434 kg             | Paweł Najdek        | 432 kg             |

### Categorie femminili
| Evento                       | Oro                  | Oro                | Argento              | Argento            | Bronzo                | Bronzo             |
| Pesi gallo — 48 kg           | Pesi gallo — 48 kg   | Pesi gallo — 48 kg | Pesi gallo — 48 kg   | Pesi gallo — 48 kg | Pesi gallo — 48 kg    | Pesi gallo — 48 kg |
| ---------------------------- | -------------------- | ------------------ | -------------------- | ------------------ | --------------------- | ------------------ |
| Strappo                      | Estefanía Juan Tello | 83 kg              | Svetlana Ul'janova   | 83 kg              | Genny Pagliaro        | 81 kg              |
| Slancio                      | Estefanía Juan Tello | 102 kg             | Svetlana Ul'janova   | 100 kg             | Genny Pagliaro        | 98 kg              |
| Totale                       | Estefanía Juan Tello | 185 kg             | Svetlana Ul'janova   | 183 kg             | Genny Pagliaro        | 179 kg             |
| Pesi piuma — 53 kg           |                      |                    |                      |                    |                       |                    |
| Strappo                      | Natalija Trocenko    | 87 kg              | Mărioara Munteanu    | 82 kg              | Virginie Lachaume     | 78 kg              |
| Slancio                      | Mărioara Munteanu    | 109 kg             | Natalija Trocenko    | 103 kg             | Virginie Lachaume     | 100 kg             |
| Totale                       | Mărioara Munteanu    | 191 kg             | Natalija Trocenko    | 190 kg             | Virginie Lachaume     | 178 kg             |
| Pesi leggeri — 58 kg         |                      |                    |                      |                    |                       |                    |
| Strappo                      | Marina Šainova       | 102 kg             | Fetije Kasaj         | 97 kg              | Meline Daluzyan       | 94 kg              |
| Slancio                      | Marina Šainova       | 135 kg             | Fetije Kasaj         | 130 kg             | Aleksandra Klejnowska | 124 kg             |
| Totale                       | Marina Šainova       | 237 kg             | Fetije Kasaj         | 227 kg             | Aleksandra Klejnowska | 218 kg             |
| Pesi medi — 63 kg            |                      |                    |                      |                    |                       |                    |
| Strappo                      | Hanna Bacjuška       | 110 kg             | Svetlana Šimkova     | 109 kg             | Michaela Breeze       | 98 kg              |
| Slancio                      | Svetlana Šimkova     | 141 kg             | Vanda Maslovs'ka     | 124 kg             | Hanna Bacjuška        | 124 kg             |
| Totale                       | Svetlana Šimkova     | 250 kg             | Hanna Bacjuška       | 234 kg             | Vanda Maslovs'ka      | 221 kg             |
| Pesi massimi leggeri — 69 kg |                      |                    |                      |                    |                       |                    |
| Strappo                      | Tat'jana Matveeva    | 112 kg             | Natalija Davydova    | 109 kg             | Dominika Misterska    | 99 kg              |
| Slancio                      | Tat'jana Matveeva    | 145 kg             | Natalija Davydova    | 130 kg             | Dominika Misterska    | 122 kg             |
| Totale                       | Tat'jana Matveeva    | 257 kg             | Natalija Davydova    | 239 kg             | Dominika Misterska    | 221 kg             |
| Pesi massimi — 75 kg         |                      |                    |                      |                    |                       |                    |
| Strappo                      | Natal'ja Zabolotnaja | 127 kg             | Hripsime Khurshudyan | 115 kg             | Nadija Myronjuk       | 108 kg             |
| Slancio                      | Natal'ja Zabolotnaja | 151 kg             | Hripsime Khurshudyan | 146 kg             | Natalia Ivanenka      | 135 kg             |
| Totale                       | Natal'ja Zabolotnaja | 278 kg             | Hripsime Khurshudyan | 261 kg             | Nadija Myronjuk       | 242 kg             |
| Pesi supermassimi — +75 kg   |                      |                    |                      |                    |                       |                    |
| Strappo                      | Ol'ha Korobka        | 126 kg             | Natal'ja Gagarina    | 120 kg             | Jordanka Apostolova   | 113 kg             |
| Slancio                      | Ol'ha Korobka        | 164 kg             | Natal'ja Gagarina    | 151 kg             | Kathleen Schöppe      | 133 kg             |
| Totale                       | Ol'ha Korobka        | 290 kg             | Natal'ja Gagarina    | 271 kg             | Jordanka Apostolova   | 245 kg             |

## Medagliere

### Grandi (totale)
Riferito al totale dell'esercizio.
| Posiz.              | Nazione             | Oro | Argento | Bronzo | Totale |
| ------------------- | ------------------- | --- | ------- | ------ | ------ |
| 1                   | Russia              | 4   | 5       | 1      | 10     |
| 2                   | Bielorussia         | 2   | 3       | 0      | 5      |
| 3                   | Polonia             | 2   | 0       | 3      | 5      |
| 4                   | Romania             | 2   | 0       | 0      | 4      |
| 5                   | Ucraina             | 1   | 2       | 2      | 5      |
| 6                   | Bulgaria            | 1   | 1       | 2      | 4      |
| 7                   | Armenia             | 1   | 1       | 1      | 3      |
| 8                   | Lettonia            | 1   | 0       | 0      | 1      |
| 8                   | Spagna              | 1   | 0       | 0      | 1      |
| 10                  | Francia             | 0   | 1       | 2      | 3      |
| 11                  | Albania             | 0   | 1       | 0      | 1      |
| 11                  | Moldavia            | 0   | 1       | 0      | 1      |
| 13                  | Grecia              | 0   | 0       | 1      | 1      |
| 13                  | Italia              | 0   | 0       | 1      | 1      |
| 13                  | Lituania            | 0   | 0       | 1      | 1      |
| 13                  | Ungheria            | 0   | 0       | 1      | 1      |
| Totale (16 nazioni) | Totale (16 nazioni) | 15  | 15      | 15     | 45     |

### Grandi (totale) e Piccole (Strappo e Slancio)
Riferito al totale dell'esercizio e delle due specialità.
| Posiz.              | Nazione             | Oro | Argento | Bronzo | Totale |
| ------------------- | ------------------- | --- | ------- | ------ | ------ |
| 1                   | Russia              | 12  | 12      | 5      | 29     |
| 2                   | Bielorussia         | 9   | 6       | 2      | 17     |
| 3                   | Ucraina             | 4   | 7       | 3      | 14     |
| 4                   | Polonia             | 4   | 2       | 9      | 15     |
| 5                   | Romania             | 4   | 2       | 0      | 6      |
| 6                   | Bulgaria            | 3   | 2       | 7      | 12     |
| 7                   | Lettonia            | 3   | 0       | 0      | 3      |
| 7                   | Spagna              | 3   | 0       | 0      | 3      |
| 9                   | Armenia             | 2   | 6       | 4      | 12     |
| 10                  | Georgia             | 1   | 0       | 0      | 1      |
| 11                  | Albania             | 0   | 3       | 0      | 3      |
| 12                  | Francia             | 0   | 2       | 6      | 8      |
| 13                  | Moldavia            | 0   | 2       | 0      | 2      |
| 14                  | Ungheria            | 0   | 1       | 1      | 2      |
| 15                  | Italia              | 0   | 0       | 3      | 3      |
| 16                  | Lituania            | 0   | 0       | 2      | 2      |
| 17                  | Germania            | 0   | 0       | 1      | 1      |
| 17                  | Gran Bretagna       | 0   | 0       | 1      | 1      |
| 17                  | Grecia              | 0   | 0       | 1      | 1      |
| Totale (19 nazioni) | Totale (19 nazioni) | 45  | 45      | 45     | 135    |

## Classifica a squadre

### Sistema di punteggio
Il sistema di punteggio è indicato dalla sommatoria dell'esercizio totale e delle due specialità in base allo schema adottato nel 1996:

### Categorie maschili
| Pos. | Squadra       | Punti |
| ---- | ------------- | ----- |
| 1    | Bielorussia   | 486   |
| 2    | Polonia       | 485   |
| 3    | Bulgaria      | 435   |
| 4    | Grecia        | 425   |
| 5    | Lituania      | 384   |
| 6    | Armenia       | 365   |
| 7    | Russia        | 361   |
| 8    | Francia       | 336   |
| 9    | Italia        | 325   |
| 10   | Ungheria      | 275   |
| 11   | Slovacchia    | 242   |
| 12   | Spagna        | 210   |
| 13   | Georgia       | 188   |
| 14   | Moldavia      | 172   |
| 15   | Azerbaigian   | 157   |
| 16   | Rep. Ceca     | 124   |
| 17   | Romania       | 120   |
| 18   | Ucraina       | 116   |
| 19   | Germania      | 90    |
| 20   | Lettonia      | 84    |
| 21   | Finlandia     | 68    |
| 22   | Belgio        | 64    |
| 23   | Gran Bretagna | 63    |
| 24   | Svezia        | 58    |
| 25   | Svizzera      | 56    |
| 26   | Israele       | 52    |
| 27   | Norvegia      | 51    |
| 28   | Austria       | 51    |
| 29   | Galles        | 45    |
| 30   | Croazia       | 42    |
| 31   | Scozia        | 37    |
| 32   | San Marino    | 7     |
| 33   | Cipro         | 5     |

### Categorie femminili
| Pos. | Squadra       | Punti |
| ---- | ------------- | ----- |
| 1    | Russia        | 483   |
| 2    | Ucraina       | 434   |
| 3    | Polonia       | 386   |
| 4    | Italia        | 378   |
| 5    | Bulgaria      | 364   |
| 6    | Grecia        | 306   |
| 7    | Ungheria      | 306   |
| 8    | Spagna        | 272   |
| 9    | Bielorussia   | 266   |
| 10   | Romania       | 193   |
| 11   | Finlandia     | 159   |
| 12   | Armenia       | 142   |
| 13   | Germania      | 125   |
| 14   | Albania       | 75    |
| 15   | Francia       | 69    |
| 16   | Gran Bretagna | 67    |
| 17   | Rep. Ceca     | 60    |
| 18   | Paesi Bassi   | 57    |
| 19   | Norvegia      | 56    |
| 20   | Galles        | 50    |
| 21   | Austria       | 22    |
| 22   | Slovacchia    | 18    |
| 23   | Lituania      | 0     |